# Эльза (Дисней)
Эльза (англ. Elsa) — вымышленный персонаж, который появляется в мультфильме «Холодное сердце», а также в более поздних произведениях франшизы «Холодное сердце», включая продолжение «Холодное сердце 2». Её озвучивает Идина Мензел, Ева Белла в детстве и Спенсер Ганус в подростковом возрасте. В «Холодном сердце 2» юную Эльзу озвучивают Маттеа Конфорти (в начале фильма) и Ева Белла (архивные записи).
Создателями являются со-сценаристы и режиссёры Крис Бак и Дженнифер Ли. Эльза основана на главной антагонистке сказки Ханса Кристиана Андерсена «Снежная королева». В экранизации Disney она представлена как принцесса в вымышленном Скандинавском королевстве Эренделл, наследница престола и старшая сестра Анны (Кристен Белл). Эльза обладает магической способностью создавать и манипулировать льдом и снегом. Она непреднамеренно накладывает на Эренделл в вечную зиму. На протяжении всего фильма она борется сначала с контролем и сокрытием своих способностей, а затем с освобождением от страхов непреднамеренного причинения вреда другим, особенно своей младшей сестре.
Персонаж Снежной королевы, нейтральный, но хладнокровный в оригинальной сказке и злодей в многочисленных экранизациях, оказался трудным для адаптации из-за её мутного изображения. Несколько режиссёров, в том числе Уолт Дисней, попытались развить персонажа, и ряд запланированных экранизаций были отложены, когда они не могли разобраться с персонажем. Бак и его со-режиссёр, Дженнифер Ли, в конечном итоге смогли решить дилемму, изображая Эльзу и Анну как сестёр. Как бы ни была борьба Анны внешней, борьба Эльзы — внутренней. Это привело к тому, что Эльза была постепенно переписана как сочувствующий, непонятый персонаж.
Эльза получила в значительной степени положительные отзывы от рецензентов, которые высоко оценили её сложную характеристику и уязвимость. Мензел также получила высокую оценку за её вокальное исполнение Эльзы, особенно за исполнение песни «Let It Go».

## Способности
Эльза от рождения владеет магией льда и снега. Во втором фильме становится известно, что ее силы являются даром духов за спасение королевой Идуной, ее матерью, короля Агнарра, отца Эльзы, во время битвы между Эренделлом и Нортулдрой. До непреднамеренного ранения во время очередной игры своей сестры не боится своей особенности, но после предостережения троллем Пабби, к которому они обратились с просьбой вылечить раненую, об опасности ее сил, проводит длительное время взаперти и в итоге замыкается в себе. После случайного раскрытия своих способностей вынуждена бежать в горы, где с помощью магии строит себе замок и понимает, что теперь свободна и не может никому навредить. После основных действий первого фильма принимает себя и учится применять свои способности во благо.

## Характер
Со стороны может показаться, что Эльза рождена быть королевой — она царственная, изящная, гордая и целеустремленная. Но на деле она живёт в постоянном страхе из-за страшного секрета, хранимого уже давно, — Эльза владеет магией снега и льда. Это очень эффектная способность, однако она опасна для окружающих, если её не контролировать. Однажды её магия чуть не убила её младшую сестру Анну, и Эльза закрылась от всех, стараясь сдержать мощь растущей магической способности. Всплеск эмоций привел к тому, что целое королевство было заточено во льдах вечной зимы, которую Эльза не в силах остановить. Она боится, что станет монстром и никто, даже её младшая сестра Анна, не сможет ей помочь. Но, несмотря на это, она всё равно очень любит и защищает свою сестру. Всплески эмоций часто могут привести её к проблемам. Эльза также скромна и немного застенчива. Только тогда, когда Анна спасла её от Ханса, она становится уверенной в себе, спокойной и сдержанной королевой.

## Личность
Как царствующая королева Эренделла, Эльза предстаёт спокойной, сдержанной, царственной, элегантной, в отличие от её сестры Анны. Но под этим элегантным внешним видом Эльзы скрывается страх перед своей волшебной способностью управлять снегом и льдом. Когда Эльза была ещё ребёнком, она заботилась о своей младшей сестре, играла с ней, при этом будучи на 3 года старше. Но после несчастного случая, который чуть было не стоил Анне жизни, Эльза начала бояться своих способностей. В результате Эльза, чтобы защитить и не навредить тем, кто ей дорог и кого она любит, в том числе и Анну, изолирует себя от всех, держа в секрете свои способности от Анны.
Эльза очень любит своих родных и близких, поэтому всегда старалась держать их подальше от себя, дабы не навредить им. Она изо всех сил старалась научиться контролировать свои волшебные силы ради тех, кого она любит. Несмотря на то, что Эльза готова пожертвовать своей свободой и счастьем ради близких, заметно, что она чувствует сильное давление от ограничений, которые ей приходится испытывать. Из-за изолирования себя от остальных Эльза стала холодно относиться ко всем, кто хочет сблизиться с ней, в том числе и к Анне. Однако, несмотря на всё это, Эльза по прежнему очень любит свою младшую сестру, и на балу после коронации даже начинает открываться Анне, украдкой обманывая герцога Варавского, танцующего с Анной, показывая игривую и озорную сторону характера. Эльза по-прежнему эмоционально отстраняется от Анны. И во время разговора Анны и Эльзы она выпустила часть своей силы. Когда она видит, что не может контролировать свою силу, она решает покинуть Эренделл. Во время исполнения песни «Отпусти и забудь» Эльза раскрывается и становится свободной, перестаёт бояться своих волшебных сил и создаёт с помощью них красивый замок и прекрасное платье.
Тем не менее, сильная сторона Эльзы — это её любовь к Анне. Несмотря на чувство страха, порождённое тем, что Эльза неосознанно вызвала зиму во всём королевстве, она понимает, что не одинока, и есть те, кто любит её такой, какая она есть. Исходя из этого, Эльза противостоит своим страхам и узнаёт, что любовь является ключом к управлению её силами. Когда Эльза побеждает свои страхи, она открывается зрителю как добрая, заботливая и игривая девушка, воссоединяется с сестрой и даже помогает ей кататься на коньках, не боясь заморозить.

## Создание

### Озвучивание
Изначально на роль Эльзы была выбрана актриса Меган Маллалли, но в конечном счёте она покинула проект. Впоследствии Маллалли была заменена бродвейской актрисой и певицей Идиной Мензел, известную своей ролью Эльфабы в мюзикле «Злая» (англ. Wicked). Актрисы Ева Белла и Спенсер Лэйси Ганус были выбраны для озвучивания Эльзы в детские и подростковые годы, соответственно.
Идина Мензел к моменту прослушивания уже знала актрису Кристен Белл (голос Анны), поскольку они ранее вместе прослушивались на главную роль в мультфильме «Рапунцель: Запутанная история».

### Дизайн и характеристика
По словам Идины Мензел, актрисы, озвучившей героиню, Эльзу изначально хотели сделать одномерным отрицательным персонажем, но со временем она стала более восприимчивой и многогранной. Также актриса охарактеризовала Эльзу как «персонажа чрезвычайно сложного и недооценённого». Режиссёр «Холодного сердца» Дженнифер Ли заявила, что на протяжении фильма Эльзой постоянно движет страх, в то время как Идина Мензел утверждает, что Эльза также борется со своим потенциалом, чтобы стать «сильной, могущественной и экстраординарной женщиной».

## Восприятие
Кэтрин Уэбб, рецензент Wall Street Cheat Sheet, сказала, что эпизод, в котором Эльза набирается уверенности, доставил захватывающее сообщение молодым девушкам, ищущим новый образец для подражания принцессы. Автор из «ABS-CBN» Фред Хоусон охарактеризовал Эльзу как «невероятного персонажа с уникальным и интересным затруднением из-за сил, которыми она обладает» и выразил мнение, что «Холодное сердце» могло бы быть больше сфокусировано на ней, чем на её сестре Анне. Мэтт Голдберг, редактор Collider.com, нашёл Эльзу «невероятно привлекательным персонажем».